# باند جذب

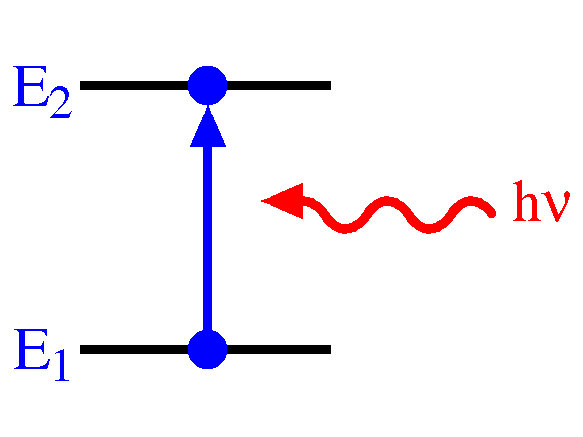
طرح شماتیک از جذب الکترومغناطیس

باند جذب به مناطقی از جو زمین می‌گویند که طیف‌های الکترومغناطیسی توسط گازهای جو جذب می‌شوند. جو زمین از عبور پرتوهای زیان‌آور و پرانرژی ایکس، گاما و فرابنفش و هم‌چنین پرتوهای کم‌انرژی فروسرخ و امواج رادیویی جلوگیری می‌کند.